# GT Challenge at VIR
Le GT Challenge au VIR est une course de voitures de sport qui se tient au Virginia International Raceway à Alton, en Virginie, depuis 1957. Après avoir fait partie du championnat national SCCA des voitures de sport et du Championnat IMSA GT, l'épreuve n'a pas été concouru du début des années 1970 jusqu'en 2002. Elle a alors tout d'&abord intégré le championnat Rolex Sports Car Series en 2002 et ensuite l'American Le Mans Series en 2012. En 2014, la course a intégré le calendrier de championnat United SportsCar Championship, né de la fusion entre l'American Le Mans Series et le Rolex Sports Car Series.

La longueur de la course a varié de 150 à 500 km. L'ancien nom du VIR 240 faisait référence à la durée de 240 minutes (4 heures). En 2013, la course a été rebaptisée Oak Tree Grand Prix (Grand Prix du Chêne) pour devenir en 2014 le GT Challenge at VIR.

## Palmarès
| Année                                 | Date                                  | Pilote(s)                                       | Équipe                                | Voiture                               | Distance/Durée                               | Race Title                                                | Résultat                              |
| SCCA National Sports Car Championship | SCCA National Sports Car Championship | SCCA National Sports Car Championship           | SCCA National Sports Car Championship | SCCA National Sports Car Championship | SCCA National Sports Car Championship        | SCCA National Sports Car Championship                     | SCCA National Sports Car Championship |
| ------------------------------------- | ------------------------------------- | ----------------------------------------------- | ------------------------------------- | ------------------------------------- | -------------------------------------------- | --------------------------------------------------------- | ------------------------------------- |
| 1957                                  | 4 août                                | Carroll Shelby                                  | John Engar                            | Maserati 450S                         | 100 km (62,1371192 mi)                       | Inaugural Grand Prix Sports Car Races                     | résultats                             |
| 1957                                  | 27 Octobre                            | Charles Wallace                                 | Briggs Cunningham                     | Jaguar Type D                         | 2 heures, 30 minutes                         | President's Cup Race                                      | résultats                             |
| 1958                                  | 4 Mai                                 | Walt Hansgen                                    | Briggs Cunningham                     | Lister-Jaguar                         | 1 heure                                      | National Championship Spring Sprint Sports Car Road Races | résultats                             |
| 1958                                  | 5 Octobre                             | Walt Hansgen                                    | Briggs Cunningham                     | Lister-Jaguar                         | 150 km (93,2056788 mi)                       | Autumn Festival Sports Car Races                          | résultats                             |
| 1959                                  | 3 Mai                                 | Walt Hansgen                                    | Briggs Cunningham                     | Lister-Jaguar                         | 200 km (124,2742384 mi)                      | VIR-Shrine National Championship Sports Car Races         | résultats                             |
| 1960                                  | 1 Mai                                 | Bob Holbert                                     |                                       | Porsche 718 RSK                       | 200 km (124,2742384 mi)                      | VIR-Shrine National Championship Sports Car Races         | résultats                             |
| 1961                                  | 30 Avril                              | Walt Hansgen                                    | Briggs Cunningham                     | Maserati Tipo 61                      | 3 heures                                     | President's Cup                                           | résultats                             |
| 1962                                  | 29 Avril                              | Roger Penske                                    |                                       | Cooper Monaco                         | 2 heures, 30 minutes                         | President's Cup                                           | résultats                             |
| 1963                                  | 27 Avril                              | Don Devine                                      | Meister Brauser Racing                | Scarab Mk II-Chevrolet                | 1 heure, 30 minutes                          | VIR National Cup                                          | résultats                             |
| 1964                                  | 19 Avril                              | Ed Lowther                                      |                                       | Genie Mk.8-Ford                       | 58 mi (93,341952 km)                         | National Championship Sports Car Races                    | résultats                             |
| 1965–1970: Pas de courses             |                                       |                                                 |                                       |                                       |                                              |                                                           |                                       |
| Championnat IMSA GT                   |                                       |                                                 |                                       |                                       |                                              |                                                           |                                       |
| 1971                                  | 18 Avril                              | Peter Gregg Hurley Haywood                      | Brumos Racing (en)                    | Porsche 914/6                         | 300 mi (482,8032 km)                         | Danville 300                                              | résultats                             |
| 1972                                  | 16 Avril                              | Peter Gregg Hurley Haywood                      | Peter Gregg                           | Porsche 911 S                         | 250 mi (402,336 km)                          | Danville 250                                              | résultats                             |
| 1973–2001: Pas de courses             |                                       |                                                 |                                       |                                       |                                              |                                                           |                                       |
| Rolex Sports Car Series               |                                       |                                                 |                                       |                                       |                                              |                                                           |                                       |
| 2002                                  | 1 Septembre                           | Andy Wallace Chris Dyson                        | Dyson Racing                          | Crawford SSC2K-Judd                   | 500 mi (804,672 km)                          | VIR 500                                                   | résultats                             |
| 2003                                  | 5 Octobre                             | Andy Pilgrim Terry Borcheller                   | Bell Motorsports                      | Doran JE4-Chevrolet                   | 400 km (248,5484768 mi)                      | VIR 400                                                   | résultats                             |
| 2004                                  | 3 Octobre                             | Wayne Taylor Max Angelelli                      | SunTrust Racing                       | Riley Mk.XI-Pontiac                   | 400 km (248,5484768 mi)                      | VIR 400                                                   | résultats                             |
| 2005                                  | 9 Octobre                             | Luis Díaz Scott Pruett                          | Chip Ganassi Racing                   | Riley Mk.XI-Lexus                     | 2 heures, 45 minutes                         | VIR 400                                                   | résultats                             |
| 2006                                  | 23 Avril                              | Mike Rockenfeller Patrick Long                  | Alex Job Racing                       | Crawford DP03-Porsche                 | 400 km (248,5484768 mi)                      | VIR 400                                                   | résultats                             |
| 2007                                  | 29 Avril                              | Wayne Taylor Max Angelelli Jan Magnussen        | SunTrust Racing                       | Riley Mk.XI-Pontiac                   | 400 km (248,5484768 mi)                      | VIR 400                                                   | résultats                             |
| 2008                                  | 27 Avril                              | Scott Pruett Memo Rojas                         | Chip Ganassi Racing                   | Riley Mk.XX-Lexus                     | 250 mi (402,336 km)                          | Bosch Engineering 250 at VIR                              | résultats                             |
| 2009                                  | 25 Avril                              | Jon Fogarty Alex Gurney                         | GAINSCO/Bob Stallings Racing          | Riley Mk.XX-Pontiac                   | 2 heures, 45 minutes                         | Bosch Engineering 250 at VIR                              | résultats                             |
| 2010                                  | 24 Avril                              | Scott Pruett Memo Rojas                         | Chip Ganassi Racing                   | Riley Mk.XX-Lexus                     | 2 heures, 45 minutes                         | Bosch Engineering 250 at VIR                              | résultats                             |
| 2011                                  | 14 Mai                                | João Barbosa Terry Borcheller J. C. France (en) | Action Express Racing                 | Riley Mk.XI-Porsche                   | 2 heures, 45 minutes                         | Bosch Engineering 250 at VIR                              | résultats                             |
| American Le Mans Series               |                                       |                                                 |                                       |                                       |                                              |                                                           |                                       |
| 2012                                  | 15 Septembre                          | Lucas Luhr Klaus Graf                           | Muscle Milk Pickett Racing            | HPD ARX-03a                           | 4 heures                                     | American Le Mans Series VIR 240                           | résultats                             |
| 2013                                  | 5 Octobre                             | Lucas Luhr Klaus Graf                           | Muscle Milk Pickett Racing            | HPD ARX-03a                           | 2 heures, 45 minutes                         | Oak Tree Grand Prix at VIR                                | résultats                             |
| United SportsCar Championship         |                                       |                                                 |                                       |                                       |                                              |                                                           |                                       |
| 2014                                  | 24 Août                               | Luis Díaz Sean Rayhall                          | 8Star Motorsports                     | Oreca FLM09 Chevrolet                 | 1 heure, 30 minutes (2 x 45-minute segments) | Oak Tree Grand Prix at VIR                                | résultats,                            |
| 2014                                  | 24 Août                               | Giancarlo Fisichella Pierre Kaffer              | Risi Competizione                     | Ferrari F458 Italia                   | 2 heures, 45 minutes                         | Oak Tree Grand Prix at VIR                                | résultats,                            |
| 2015                                  | 23 Août                               | Patrick Pilet Nick Tandy                        | Porsche North America                 | Porsche 911 RSR                       | 2 heures, 40 minutes                         | Oak Tree Grand Prix at VIR                                | résultats                             |
| 2016                                  | 28 Août                               | Antonio García Jan Magnussen                    | Corvette Racing                       | Chevrolet Corvette C7.R               | 2 heures, 40 minutes                         | Michelin GT Challenge at VIR                              | résultats                             |
| 2017                                  | 27 Août                               | Antonio García Jan Magnussen                    | Corvette Racing                       | Chevrolet Corvette C7.R               | 2 heures, 40 minutes                         | Michelin GT Challenge at VIR                              | résultats                             |
| 2018                                  | 19 Août                               | Connor De Phillippi Alexander Sims              | BMW Team RLL                          | BMW M8 GTE                            | 2 heures, 40 minutes                         | Michelin GT Challenge at VIR                              | résultats                             |
| 2019                                  | 25 Août                               | Patrick Pilet Nick Tandy                        | Porsche GT Team                       | Porsche 911 RSR                       | 2 heures, 40 minutes                         | Michelin GT Challenge at VIR                              | résultats                             |
| 2020                                  | 23 Août                               | Antonio García Jordan Taylor                    | Corvette Racing                       | Chevrolet Corvette C8.R               | 2 heures, 40 minutes                         | Michelin GT Challenge at VIR                              | résultats                             |
| 2021                                  | 9 octobre                             | Tommy Milner Nick Tandy                         | Corvette Racing                       | Chevrolet Corvette C8.R               | 2 heures, 40 minutes                         | Michelin GT Challenge at VIR                              | résultats                             |
| 2022                                  | 28 août                               | Matt Campbell Mathieu Jaminet                   | Pfaff Motorsports                     | Porsche 911 GT3 R                     | 2 heures, 40 minutes                         | Michelin GT Challenge at VIR                              | résultats                             |
| 2023                                  | 27 août                               | Antonio García Jordan Taylor                    | Corvette Racing                       | Chevrolet Corvette C8.R GTD           | 2 heures, 40 minutes                         | Michelin GT Challenge at VIR                              | résultats                             |